# Bundestagswahlkreis Rastatt
Der Bundestagswahlkreis Rastatt (seit 2009: Wahlkreis 273) ist seit 1949 ein Wahlkreis in Baden-Württemberg.

## Wahlkreis
Der Wahlkreis umfasst den Landkreis Rastatt und den Stadtkreis Baden-Baden. Seit 1949 wurde der Wahlkreis stets von den Direktkandidaten der CDU gewonnen.
Bei der Bundestagswahl 2025 waren 200.964 Einwohner wahlberechtigt.

## Wahlkreisgeschichte
| Wahl      | Wahlkreisname | Gebiet |
| --------- | ------------- | --- |
| 1949      | 15 Rastatt    | Landkreis Rastatt, Stadt Baden-Baden, Landkreis Bühl |
| 1953–1961 | 189 Rastatt   | Landkreis Rastatt, Stadt Baden-Baden, Landkreis Bühl |
| 1965–1972 | 193 Rastatt   | Landkreis Rastatt, Stadt Baden-Baden, Landkreis Bühl |
| 1976      | 193 Rastatt   | Landkreis Rastatt ohne die Gemeinden Lichtenau und Loffenau, Stadt Baden-Baden, vom Ortenaukreis die Gemeinden Achern, Kappelrodeck, Lauf, Ottenhöfen, Sasbach, Sasbachwalden und Seebach |
| 1980–1994 | 177 Rastatt   | Landkreis Rastatt, Stadt Baden-Baden, vom Landkreis Karlsruhe die Gemeinden Ettlingen, Malsch und Rheinstetten                                                                            |
| 1998      | 177 Rastatt   | Landkreis Rastatt, Stadt Baden-Baden, vom Landkreis Karlsruhe die Gemeinden Ettlingen und Malsch                                                                                          |
| 2002–2005 | 274 Rastatt   | Landkreis Rastatt, Stadt Baden-Baden |
| seit 2009 | 273 Rastatt   | Landkreis Rastatt, Stadt Baden-Baden |

## Wahlkreisabgeordnete
| Wahl | Abgeordneter | Abgeordneter          | Partei | Stimmen in % |
| ---- | ------------ | --------------------- | ------ | ------------ |
| 1949 |              | Wendelin Morgenthaler | CDU    |              |
| 1953 |              | Wendelin Morgenthaler | CDU    |              |
| 1957 |              | Ludwig Kroll          | CDU    |              |
| 1961 |              | Hugo Hauser           | CDU    |              |
| 1965 |              | Hugo Hauser           | CDU    |              |
| 1969 |              | Hugo Hauser           | CDU    |              |
| 1972 |              | Hugo Hauser           | CDU    |              |
| 1976 |              | Bernhard Friedmann    | CDU    |              |
| 1980 |              | Bernhard Friedmann    | CDU    |              |
| 1983 |              | Bernhard Friedmann    | CDU    |              |
| 1987 |              | Bernhard Friedmann    | CDU    |              |
| 1990 |              | Peter Götz            | CDU    |              |
| 1994 |              | Peter Götz            | CDU    |              |
| 1998 |              | Peter Götz            | CDU    |              |
| 2002 |              | Peter Götz            | CDU    |              |
| 2005 |              | Peter Götz            | CDU    |              |
| 2009 | 48,0         | Peter Götz            | CDU    |              |
| 2013 |              | Kai Whittaker         | CDU    | 53,5         |
| 2017 | 44,1         | Kai Whittaker         | CDU    |              |
| 2021 | 33,2         | Kai Whittaker         | CDU    |              |
| 2025 | 38,8         | Kai Whittaker         | CDU    |              |

## Wahlergebnisse

### Bundestagswahl 2025
| Kandidaten                                            | Kandidaten                          | Parteien/Listen     | Erststimmen | Erststimmen | Zweitstimmen | Zweitstimmen |
| Kandidaten                                            | Kandidaten                          | Parteien/Listen     | Stimmen     | %           | Stimmen      | %            |
| ----------------------------------------------------- | ----------------------------------- | ------------------- | ----------- | ----------- | ------------ | ------------ |
|                                                       | Kai Thorsten Whittakergewählt im WK | CDU                 | 63.116      | 38,9        | 54.348       | 33,4         |
|                                                       | Lukas Johannes Hornung              | SPD                 | 24.569      | 15,1        | 23.553       | 14,5         |
|                                                       | Frank Konrad Brede                  | GRÜNE               | 18.274      | 11,2        | 17.673       | 10,8         |
|                                                       | Dominic Frank                       | FDP                 | 5.727       | 3,5         | 8.032        | 4,9          |
|                                                       | Alexander Arpaschi                  | AfD                 | 36.075      | 22,2        | 36.771       | 22,6         |
|                                                       | Lothar Fritz Tatzik                 | LINKE               | 7.608       | 4,7         | 8.737        | 5,4          |
|                                                       | Peter Ernst Hank                    | dieBasis            | 1.677       | 1,0         | 713          | 0,4          |
|                                                       | Raphael Heinz Volz                  | FREIE WÄHLER        | 5.411       | 3,3         | 2.610        | 1,6          |
|                                                       | –                                   | Tierschutzpartei    | –           | –           | 1.614        | 1,0          |
|                                                       | –                                   | Die PARTEI          | –           | –           | 661          | 0,4          |
|                                                       | –                                   | Volt                | –           | –           | 1.021        | 0,6          |
|                                                       | –                                   | ÖDP                 | –           | –           | 205          | 0,1          |
|                                                       | –                                   | Bündnis C           | –           | –           | 143          | 0,1          |
|                                                       | –                                   | MLPD                | –           | –           | 35           | 0,0          |
|                                                       | –                                   | BÜNDNIS DEUTSCHLAND | –           | –           | 139          | 0,1          |
|                                                       | –                                   | BSW                 | –           | –           | 6.681        | 4,1          |
| Gesamt                                                | Gesamt                              | Gesamt              | 162.457     | 100         | 162.936      | 100          |
|                                                       |                                     |                     |             |             |              |              |
| Quellen: Die Bundeswahlleiterin, Kandidaten – Stimmen |                                     |                     |             |             |              |              |

### Bundestagswahl 2021
Zur Bundestagswahl 2021 treten folgende Kandidaten an:
| Direktkandidat     | Partei                                       | Erststimmen in % | Zweitstimmen in % |
| ------------------ | -------------------------------------------- | ---------------- | ----------------- |
| Kai Whittaker      | CDU                                          | 33,2             | 27,0              |
| Gabriele Katzmarek | SPD                                          | 22,7             | 23,7              |
| Thomas Gönner      | GRÜNE                                        | 13,0             | 14,3              |
| Sven Gustav Gehrke | FDP                                          | 11,6             | 13,8              |
| Verena Bäuerle     | AfD                                          | 10,7             | 10,6              |
| Tudor Paul Costin  | DIE LINKE                                    | 2,7              | 2,8               |
| —                  | Tierschutzpartei                             | —                | 1,3               |
| —                  | Die PARTEI                                   | —                | 0,7               |
| Lara Schindler     | FREIE WÄHLER                                 | 2,9              | 2,0               |
| —                  | PIRATEN                                      | —                | 0,4               |
| —                  | ÖDP                                          | —                | 0,1               |
| —                  | NPD                                          | —                | 0,1               |
| —                  | DiB                                          | —                | 0,1               |
| —                  | MLPD                                         | —                | 0,0               |
| —                  | DKP                                          | —                | 0,0               |
| Marion Hofmann     | dieBasis                                     | 2,3              | 2,1               |
| —                  | Bündnis C                                    | —                | 0,1               |
| —                  | BÜRGERBEWEGUNG                               | —                | 0,1               |
| —                  | BÜNDNIS21                                    | —                | 0,0               |
| —                  | LKR                                          | —                | 0,0               |
| —                  | Die Humanisten                               | —                | 0,1               |
| —                  | Gesundheitsforschung                         | —                | 0,1               |
| —                  | Team Todenhöfer                              | —                | 0,3               |
| Robin Gscheidle    | Volt                                         | 0,5              | 0,3               |
| Günther Beikert    | KlimalisteBW                                 | 0,3              | —                 |
| Wolfgang Rapps     | Einzelbewerber (Internationalistische Liste) | 0,0              | —                 |

### Bundestagswahl 2017
Zur Bundestagswahl am 24. September 2017 kandidieren die folgenden Direktkandidaten:
| Direktkandidat     | Partei         | Erststimmen in % | Zweitstimmen in % |
| ------------------ | -------------- | ---------------- | ----------------- |
| Kai Whittaker      | CDU            | 44,1             | 37,9              |
| Gabriele Katzmarek | SPD            | 19,0             | 17,0              |
| Manuel Hummel      | GRÜNE          | 10,9             | 11,4              |
| Rolf Pilarski      | FDP            | 7,2              | 11,5              |
| Joachim Kuhs       | AfD            | 12,2             | 12,7              |
| Norbert Maßon      | Die Linke      | 4,6              | 5,4               |
| Eduard Meßmer      | Freie Wähler   | 1,8              | 1,0               |
| Marco Buntenbach   | Die Rechte     | 0,1              | 0,1               |
| Peter Rapps        | Einzelbewerber | 0,1              | –                 |

### Bundestagswahl 2013
| Direktkandidat       | Partei              | Erststimmen in % | Zweitstimmen in % |
| -------------------- | ------------------- | ---------------- | ----------------- |
| Kai Whittaker        | CDU                 | 53,5             | 49,2              |
| Gabriele Katzmarek   | SPD                 | 23,0             | 20,6              |
| Lutz Jäckel          | FDP                 | 3,1              | 5,8               |
| Jörg Rupp            | GRÜNE               | 8,4              | 9,1               |
| Norbert Maßon        | DIE LINKE           | 3,5              | 4,1               |
| Heinz Kraft          | PIRATEN             | 2,1              | 2,0               |
| Karl-Heinz Pfirrmann | NPD                 | 1,1              | 1,0               |
| —                    | REP                 | —                | 0,3               |
| —                    | Tierschutzpartei    | —                | 0,7               |
| —                    | ÖDP                 | —                | 0,2               |
| —                    | PBC                 | —                | 0,1               |
| —                    | Volksabstimmung     | —                | 0,2               |
| —                    | MLPD                | —                | 0,0               |
| —                    | BüSo                | —                | 0,0               |
| Bernd Kölmel         | AfD                 | 4,8              | 5,8               |
| —                    | BIG                 | —                | 0,0               |
| —                    | pro Deutschland     | —                | 0,1               |
| —                    | FREIE WÄHLER        | —                | 0,5               |
| —                    | PARTEI DER VERNUNFT | —                | 0,1               |
| —                    | RENTNER             | —                | 0,3               |
| Alois Degler         | Einzelbewerber      | 0,5              | —                 |

### Bundestagswahl 2009
| Direktkandidat     | Partei               | Erststimmen in % | Zweitstimmen in % | Bundestagswahl 2005 Zweitstimmen in % |
| ------------------ | -------------------- | ---------------- | ----------------- | ------------------------------------- |
| Peter Götz         | CDU                  | 48,0             | 38,9              | 41,6                                  |
| Nicolette Kressl   | SPD                  | 23,3             | 19,1              | 31,5                                  |
| Hans-Peter Behrens | GRÜNE                | 10,8             | 11,6              | 8,4                                   |
| Josef Benz         | FDP                  | 10,0             | 17,8              | 11,0                                  |
| —                  | REP                  | —                | 0,7               | 1,0                                   |
| Norbert Maßon      | LINKE                | 6,3              | 7,0               | 3,8                                   |
| —                  | PBC                  | —                | 0,2               | 0,3                                   |
| Nelly Rühle        | NPD                  | 1,7              | 1,2               | 1,1                                   |
| —                  | PIRATEN              | —                | 1,8               | —                                     |
| —                  | BüSo                 | —                | 0,1               | 0,1                                   |
| —                  | ödp                  | —                | 0,3               | —                                     |
| —                  | MLPD                 | —                | 0,0               | 0,1                                   |
| —                  | Volksabstimmung      | —                | 0,2               | —                                     |
| —                  | Die Tierschutzpartei | —                | 0,8               | —                                     |
| —                  | VIOLETTE             | —                | 0,2               | —                                     |
| —                  | DVU                  | —                | 0,1               | —                                     |